# Cirkusängen 6

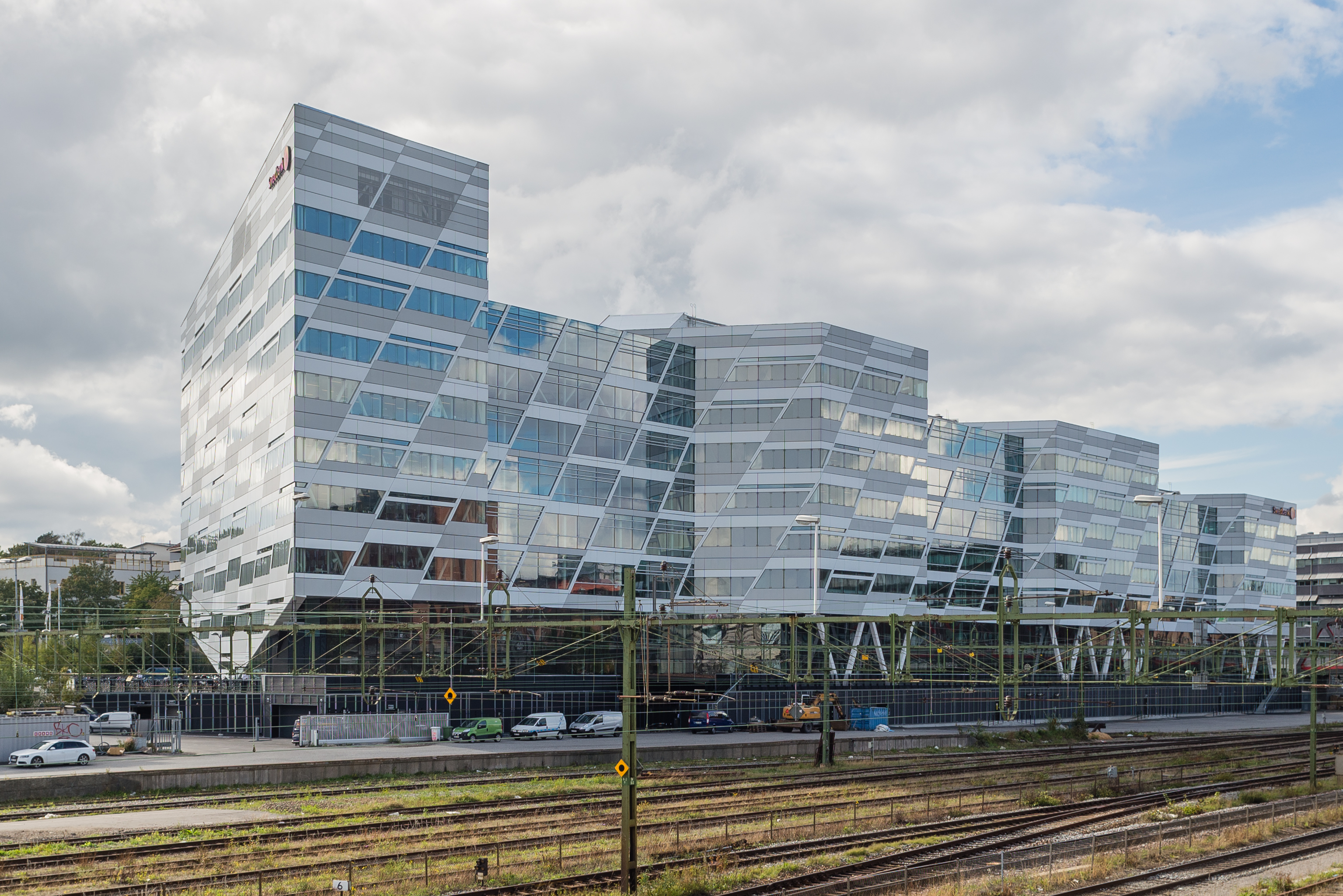
Fastigheten i september 2014

Cirkusängen 6 är en kontorfastighet i Sundbybergs kommun som inrymmer Swedbanks huvudkontor. Byggnaden färdigställdes 2014 och är ritad av den danska arkitektbyrån 3XN. Den ursprungliga byggherren var Länsförsäkringar Liv som 2012 sålde projektet till den nuvarande ägaren fastighetsbolaget Humlegården som slutförde bygget. Fastigheten är belägen i stadsdelen Lilla Alby på gränsen mellan Sundbyberg och grannkommunen Solna, nära Sundbybergs station, och avgränsas av järnvägen (Mälarbanan) och Landsvägen.
Byggnadens form påminner om ett dubbel-v (w) med öppna inglasade utrymmen mellan byggnadskropparna. I de glasade bottenvåningarna finns bland annat en restaurang. Arkitekterna beskriver arkitekturen som en tolkning av bankens kärnvärden; öppenhet, enkelhet och omtanke.
Flytten av huvudkontoret innebär att Swedbank helt lämnar sina tidigare lokaler vid Brunkebergstorg i Stockholms innerstad. Banken är den första av de fyra största bankerna som valt att flytta ut sitt huvudkontor från Stockholms city. Näst på tur blev SEB, vars nya huvudkontor togs i bruk 2017 i Arenastaden i grannkommunen Solna.

## Bilder

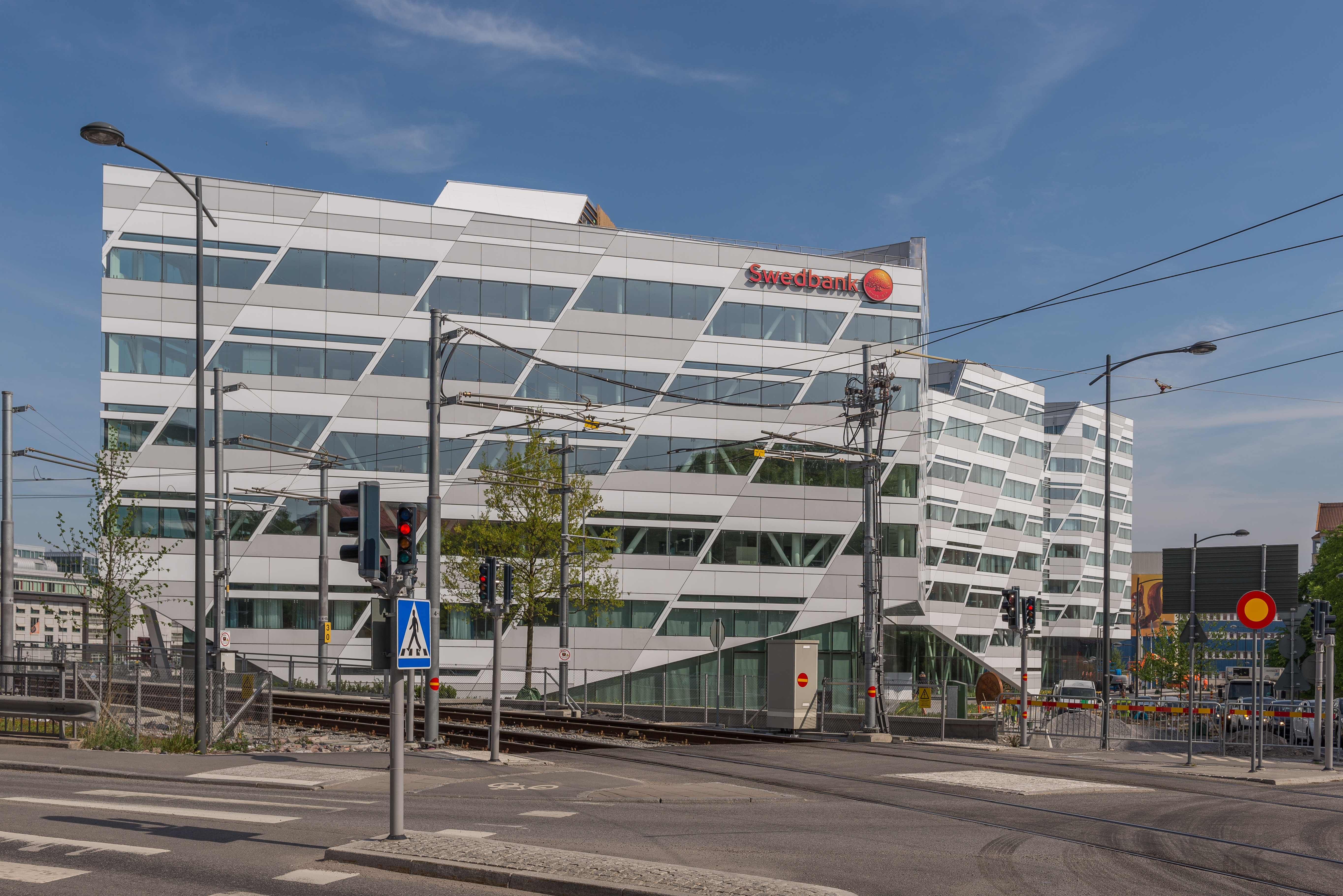
Fasad mot nordväst
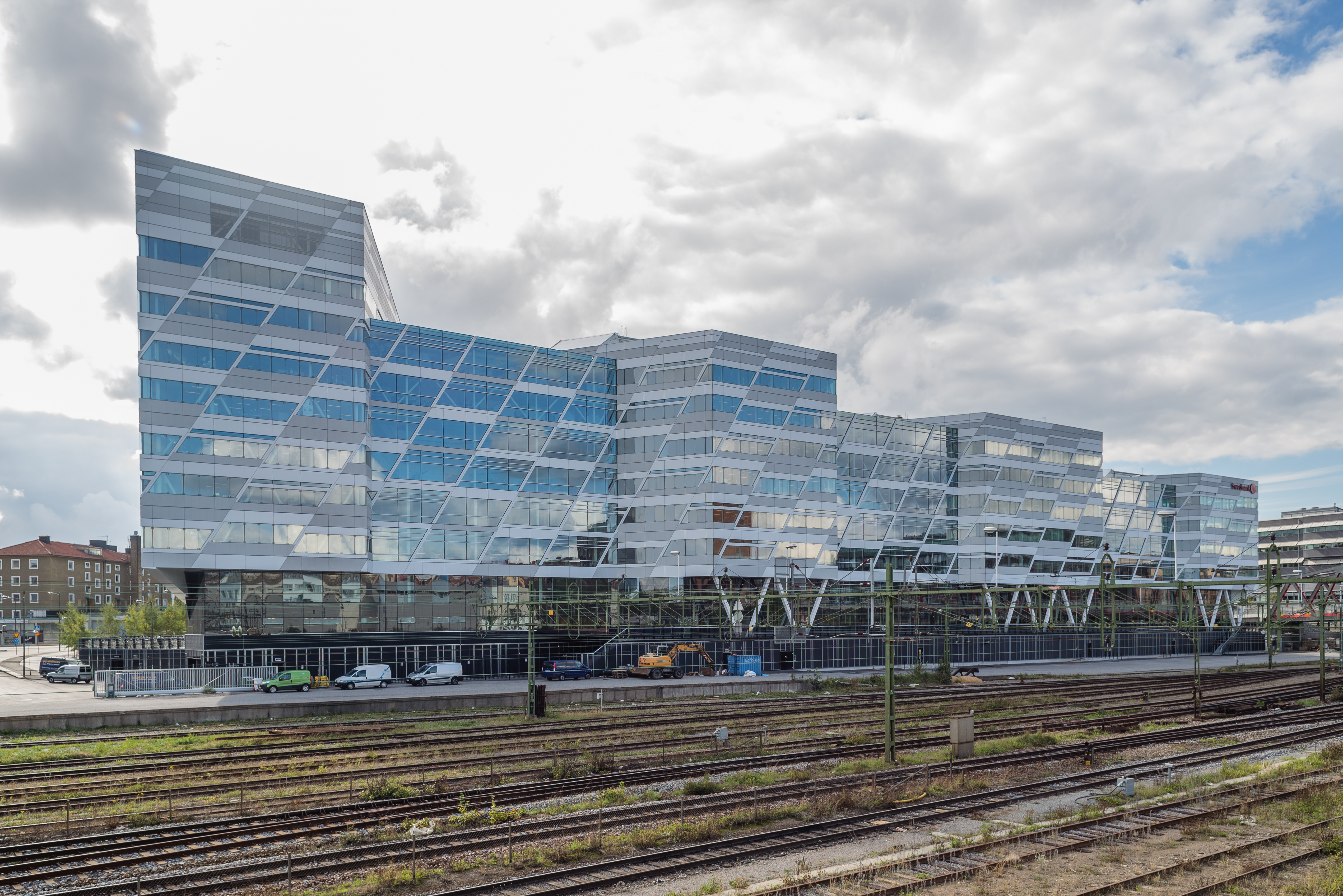
Huset sett från Solna
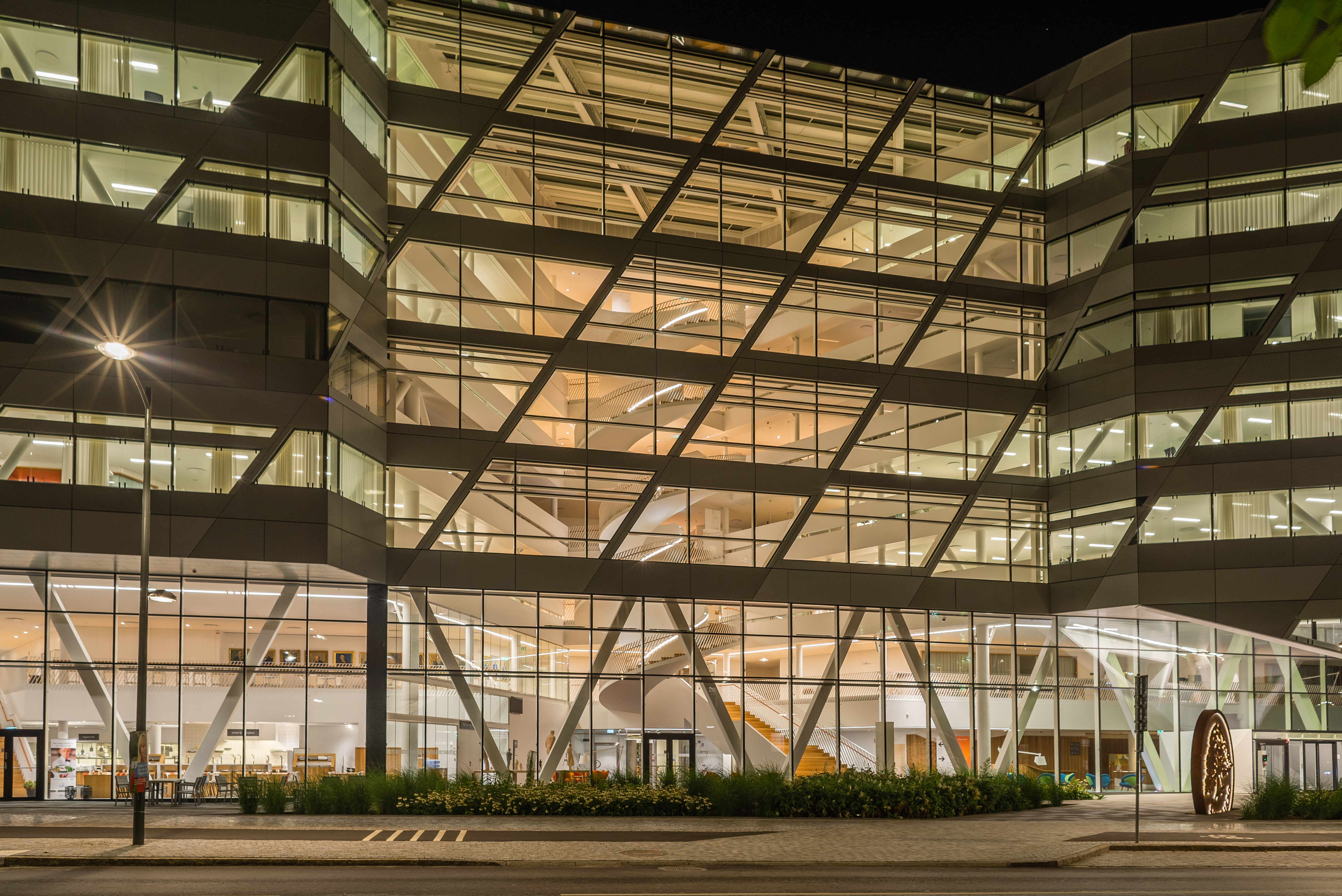
Huvudentrén på kvällen
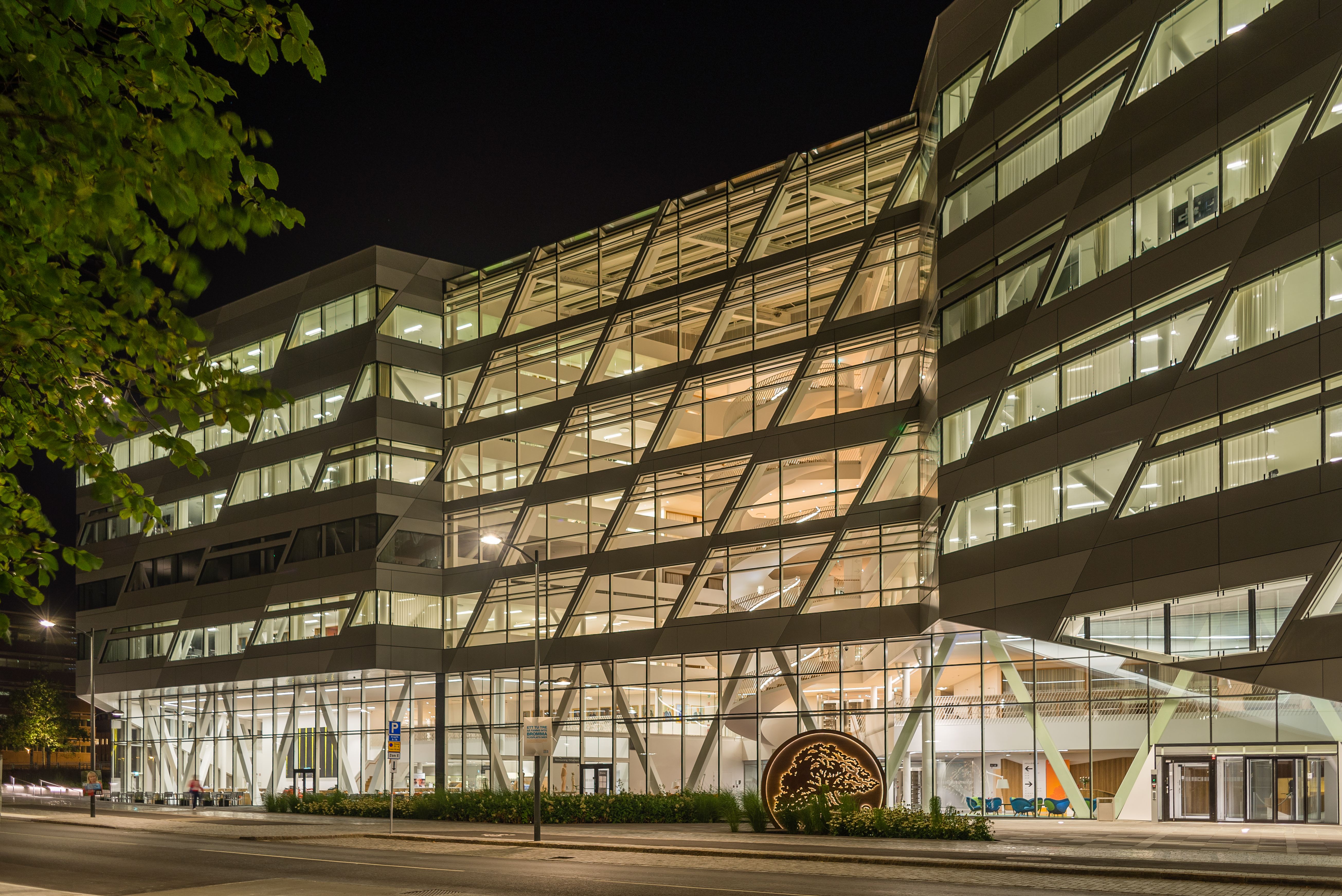
Fasaden på kvällen